# The Northern Hymn
The Northern Hymn è il sesto album del progetto Kammarheit di Pär Boström. È stato registrato e pubblicato nel 2002.

## Tracce
Tutte le tracce sono composte da Pär Boström.
1. Absconding the Physical – 7:10
2. Crystalline – 8:50
3. Dreaming of the Forgotten Land – 5:43
4. Semblance – 6:39
5. Overview – 6:07
6. Presence Within the Park – 9:27

## Formazione
- Pär Boström – tastiere, programmazione